# Blythswood Shipbuilding Company
Die Blythswood Shipbuilding Company Ltd. war eine Schiffswerft am Fluss Clyde in Scotstoun, Glasgow, (Schottland). Das 1919 gegründete Unternehmen war insbesondere für den Bau von Tankschiffen bekannt und wurde 1964 bei Yarrow Shipbuilders eingegliedert.

## Geschichte
Gegründet wurde das Unternehmen am 6. Oktober 1919 von den beiden Schiffbauern Hugh H. Macmillan und Donald Bremner in Scotstoun, Glasgow. Beide sammelten vorher schon in mehreren Werften Erfahrung im Schiffbau. In den 1920er Jahren kamen erste Bauaufträge für Tanker herein und die Werft wurde entsprechend erweitert. Die niedrigen Frachtraten ließen einige Aufträge platzen und im Jahr 1923 lag die Werft ohne Aufträge still. Ab 1924 kamen wieder Orders für Trampschiffe und ab 1925 wurden auch wieder Tanker gebaut. 1926 erhielt Blythswood einen Auftrag über vier Doppelschrauben-Motorschiffe von der Reederei Furness, Withy & Company.

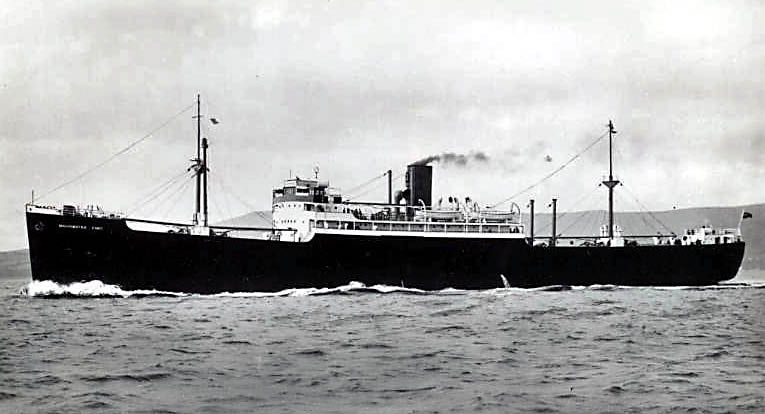
Die 1935 für Manchester Liners gebaute Manchester Port

1928 wurde Blythswood von der Northumberland Shipbuilding Company übernommen und in den 1930er Jahren erhielt die Werft dank guter Geschäftsbeziehungen immer wieder Bauaufträge für verschiedene Schiffstypen von Furness, Withy – darunter auch Nachbauten der Javanese Prince. In den Jahren des Zweiten Weltkriegs wurden darüber hinaus Tanker-Bauserien wie beispielsweise die Empire-Cadet-Klasse oder der Empire-Pym-Typ für die Britische Admiralität erstellt.
Nach dem Krieg setzte das Unternehmen seine Bautätigkeit wie gewohnt mit einem hohen Anteil an Tankerneubauten fort und wurde 1960 von der Norcros-Gruppe übernommen. In den 1960er Jahren konnte das Unternehmen aufgrund seiner geringen Größe kaum wettbewerbsfähige Baupreise anbieten und die Anzahl der Tankerbauaufträge verringerte sich. Ersatzweise begann Blythswood mit der Produktion von Wohnwagen und Mobilheimen. Im Jahr 1964 wurde die Werft geschlossen und im Jahr darauf von der benachbarten Werft Yarrow & Company erworben, die mit dem Blythswood-Gelände ihren Kriegsschiffbau erweiterte.